# Хелена фон Хоенцолерн
Хелена фон Хоенцолерн (на немски: Helen von Hohenzollern; * ок. 1462 в Хоенцолерн; † 11 ноември 1514 във Вурцах) е графиня от швабската линия на Хоенцолерните и чрез женитба графиня на Валдбург-Цайл и монахиня.
Тя е дъщеря на граф Йобст Николаус I фон Хоенцолерн (1433 – 1488) и графиня Агнес фон Верденберг-Хайлигенберг (1434 – 1467), сестра на Йохан II фон Верденберг, епископ на Аугсбург (1469 – 1486). Най-големият ѝ брат Фридрих († 1505) е от 1486 г. епископ на Аугсбург.

Хелена фон Хоенцолерн основава 1513 г. манастир Мария Розенгартен във Вурцах и 1514 г. става там монахиня и първата му ръководителка. Тя умира същата година на 11 ноември 1514 г. в град Вурцах.

## Фамилия
Хелена се омъжва на 20 октомври 1484 г. в Хехинген за Йохан III фон Валдбург-Цайл/II, трушсес на Валдбург-Цайл-Волфег (* ок. 1458; † 19 октомври 1511). Те имат шест деца:
- Йохан († 1494)
- Елизабет († 23 юли 1503)
- Доротея (Анна) († 30 януари 1513), омъжена на 28 август 1505 г. за фрайхер Йохан фон Кьонигсег-Аулендорф († 3 септември 1544)
- Емеренциана, монахиня в Инцигкофен
- Христоф (1487 – 1494)
- Георг III (* 25 януари 1488; † 29 май 1531), наследствен трушес на Валдбург-Цайл (1519 – 1531), женен I. на 4 август 1509 г. за графиня Аполония фон Валдбург-Зоненберг-Волфег († пр. 1514), II. 1513 във Валерщайн за графиня Мария фон Йотинген-Флокбург (* 11 април 1498; † 18 август 1555)